# Gerald Brown
Gerald Brown Jr. (Los Ángeles, California, 28 de julio de 1975) es un jugador de baloncesto estadounidense. Con 1.93 de estatura, su puesto natural en la cancha es el de base.

## Trayectoria
[actualizar]